# Trichomyia bou
Trichomyia bou är en tvåvingeart som beskrevs av Freddy Bravo 1999. Trichomyia bou ingår i släktet Trichomyia och familjen fjärilsmyggor. Inga underarter finns listade i Catalogue of Life.